# Camisia heterospinifer
Camisia heterospinifer är en kvalsterart som beskrevs av K. Fujikawa 1998. Camisia heterospinifer ingår i släktet Camisia och familjen Camisiidae. Inga underarter finns listade.